# Aluminure de titane
Un aluminure de titane est un intermétallique de titane et d'aluminium. Ces matériaux légers ont une bonne résistance à la température et peuvent être employés aussi bien comme matériau structurel que comme revêtement. On en connaît deux phases qui ont une bonne tenue thermique : le Ti3Al α2, hexagonal, contenant généralement de 25 à 33 % d'aluminium, et le TiAl γ, cubique à faces centrées déformé en tétragonal, contenant généralement de 50 à 55 % d'aluminium. Les phases TiAl2, contenant environ 65 % d'aluminium, et TiAl3, contenant environ 75 % d'aluminium, ont une moins bonne tenue à la température. Les phases ordonnées Ti2Al5 et Ti5Al11 ont été peu étudiées.
L'aluminure de titane γ présente une masse volumique de 3,8 à 4,0 g/cm3 lui permettant de remplacer avantageusement des alliages de nickel, dont la masse volumique de l'ordre de 8,5 g/cm3, dans des applications telles que turbines à gaz et moteurs. Les bénéfices apportés par l'allégement du matériau sont cependant contrebalancés par un prix et une oxydation superficielle plus élevés, qui limite la température d'utilisation à 750 °C. La possibilité de catalyser la formation d'une couche de passivation en alumine par traitement de surface halogéné est étudiée, afin de porter la limite d'utilisation à 1 000 °C.
L'aluminure de titane γ est utilisé dans les aubes des turbines General Electric GEnx pour le Boeing 787 et le Boeing 747-8.